# James E. Boyd
Pour les articles homonymes, voir Boyd.
 (février 2012).
Si vous disposez d'ouvrages ou d'articles de référence ou si vous connaissez des sites web de qualité traitant du thème abordé ici, merci de compléter l'article en donnant les références utiles à sa vérifiabilité et en les liant à la section « Notes et références ».
James Edward Boyd, né le 9 septembre 1834 et mort le 30 avril 1906, est un homme politique démocrate américain. Il est le 7e gouverneur du Nebraska entre 1892 et 1893.

## Sources
- (en) Cet article est partiellement ou en totalité issu de l’article de Wikipédia en anglais intitulé « James E. Boyd » (voir la liste des auteurs).